# Rukomet
Rukomet je ekipni sport s loptom, u kojem se natječu dvije momčadi sa 7 igrača na svakoj strani. Osnovni cilj igre jest loptom pogoditi označeni prostor gola. Lopta se između igrača dodaje rukama slično kao u košarci, ali s nešto manjom loptom te uz drugačija pravila vođenja lopte.

## Rukometni teren i oprema
Dimenzije rukometnog terena su dužina 40 metara, a širina 20 m. Teren se sastoji od polja za igru i dva vratareva prostora. Duže se granične crte zovu uzdužne crte, a kraće granične crte zovu se crte vrata (između vratnica) ili crte izvan vrata (s vanjskih strana vrata.
Tereni su uglavnom u natkrivenim prostorima ili dvoranama, a podloga je tradicionalno bio drveni parket, dok se danas koriste umjetni materijali od tvrde gume. Postoje i vanjski tereni, uglavnom od betona ili asfalta, ali se oni uglavnom ne koriste za natjecanja najvišeg nivoa zbog opasnosti od padova i ozljeda igrača. Na terenu se nalaze linije koje određuju pojedine dijelove terena. Na sredini terena se nalazi linija koja odvaja teren na dvije polovice. Na suprotnim stranama terena, i to na kraćim stranicama, nalazi se po jedan gol, koji je 2 m visok i 3 m širok. 
U golu je razapeta mreža. Ispred svakog gola nalazi se polukružni prostor, na prosječnoj udaljenosti 6 m od gola, označen punom linijom. Taj se prostor od 6 m na terenu osim što je označen linijom često i oboji drugom bojom, različitom od boje ostatka terena. U taj prostor nitko osim golmana nema pravo ulaska. Na 9 m od gola nalazi se isprekidana polukružna linija tzv. deveterac. Ispred gola na udaljenosti 7 m nalazi se kratka ravna crta koja označava mjesto izvođenja kaznenog udarca, tzv. sedmerca.
Rukometna lopta mora biti okrugla te izrađena od kože ili umjetnog tvoriva. Površina joj ne smije biti sjajna ili skliska. Veličina lopte, odnosno njezin opseg i težina, ovisi o kategorijama natjecanja za koje se koristi. Tako se lopta obujma 58-60 cm i težine 425-475 g (EHF-ova/IHF-ova lopta broj 3) koristi za seniore i kadete (starije od 16 godina, lopta obujma 54-56 cm i težine 325-375 g (EHF-ova/IHF-ova lopta broj 2) za seniorke i kadetkinje (starije od 14 godina) te mlađe kadete (12-16 godina), a lopta obujma 50-52 cm i težine 290-330 g (EHF-ova/IHF-ova lopta broj 1) za djevojčice (8-14 godina) i dječake (8-12 godina).

## Osnovna pravila rukometa
Cilj igre je loptom pogoditi gol, tj. postići pogodak i imati bolji rezultat od protivničke ekipe. Igra se po dva poluvremena od 30 ili 20 minuta (ovisno o dobi igrača), i momčad koja postigne više golova je pobjednik. Igrači smiju rukama dodirivati loptu i dodavati se međusobno, kao i šutirati prema golu. Svaki igrač smije napraviti do tri koraka držeći loptu u ruci, dok za svaki sljedeći korak mora loptu voditi odbijajući je od poda, ili je mora dodati suigraču da bi postigao gol.
Svi igrači se slobodno kreću po cijelom terenu, osim u prostoru 6 m ispred oba gola. U tom prostoru smije stajati samo po jedan član obrambene momčadi koji se naziva vratar (golman).  Ostali igrači smiju iznad prostora od 6 m loptu pokušati uhvatiti ili dodati samo u skoku, dakle za vrijeme leta.
Dvije osnovne faze igre za svaku momčad su faza napada i faza obrane. U fazi napada igrači najčešće koriste formaciju s dva bočna igrača (lijevo i desno krilo), tri vanjska igrača (lijevi vanjski, srednji vanjski i desni vanjski) te pivot ili centar. U obrani se koristi nekoliko različitih varijanti, koje označavaju način postavljanja tj formacije obrambenih igrača ispred svog prostora od 6 m. Tako se recimo koriste obrana 6-0 (šesti igrača u ravnini ispred crte od 6 m), zatim 5-1 (pet igrača u liniji te jedan ispred njih koji pokušava ometati organizatora igre protivničke momčadi), zatim 4-2 a rjeđe se koristi i formacija 3-2-1. Momčad u napadu će ovisno o formaciji obrane pokušati naći način da dođu što bliže golu u što povoljniju poziciju za šut na gol.
Obrambeni igrači smiju do određene mjere ometati napadače u pokušaju dodavanja lopte ili šuta na gol. Ako se pri tome služe udarcima ili grubim potezanjem protivnika jedan od dva suca će dosuditi prekršaj. Za izrazito grube prekršaje može se dobiti kazna žutog ili crvenog kartona, isključenja na dvije minute ili trajnog isključenja iz igre. Kod isključenja na dvije minute momčad nema pravo zamjene isključenog igrača za vrijeme trajanja kazne. Prekršaj se izvodi s mjesta gdje je počinjen osim u dva slučaja:
- ako je prekršaj napravljen u zoni deveterca a pri tom nije bilo izrazite prilike za postizanje gola, dosuđuje se tzv. deveterac, koji se izvodi s isprekidane crte deveterca na mjestu najbliže prekršaju
- ako je prekršaj bio u zoni oko 6 m i to u trenutku izrazite šanse za postizanje pogotka (već upućen šut ili igrač koji je slobodan u izglednoj poziciji za šut na gol) dosuđuje se kazneni udarac sedmerac. Kod izvođenja sedmerca svi obrambeni igrači moraju stajati iza prostora deveterca, a jedan napadač upućuje izravni udarac na gol s pozicije sedam metara.

Rukomet se danas igra u muškoj i ženskoj konkurenciji, te u različitim dobnim skupinama. Rukomet je i standardni olimpijski šport, u programu Igara neprekidno od Igara u Münchenu 1972. godine do danas.

## Bodovanje
Pobjeda nosi 2 boda, nerješeno 1 bod, poraz 0 bodova. Njemačka Rukometna Bundesliga ima specifičan prikaz osvojenih bodova – prikazuje osvojene bodove kluba u formatu X:Y, gdje X označava bodove koje je klub osvojio, a Y označava bodove koji su osvojeni protiv kluba, odnosno bodove koje je klub izgubio. Npr. 22:0 označava 11 pobjeda i 0 poraza u 11 utakmica (klub osvojio 11x2=22 boda, a izgubio odnosno protiv njega je osvojeno 0x2=0 bodova). Ali 26:8 označava 13 pobjeda i 4 poraza u 17 utakmica (klub osvojio 13x2=26 bodova, a izgubio odnosno protiv njega je osvojeno 4x2=8 bodova) ili označava 12 pobjeda, 2 nerješena ishoda i 3 poraza u 17 utakmica (klub osvojio 12x2 + 2x1 =26 bodova, a izgubio odnosno protiv njega je osvojeno 3x2 + 2x1 =8 bodova). Na navedenom primjeru se vidi da nije moguće na jedinstven način isčitati broj pobjeda, poraza i nerješenih ishoda iz takvog zapisa.

## Natjecanja za reprezentacije
- Svjetska razina :
  - Svjetska rukometna prvenstva za muškarce
  - Svjetska rukometna prvenstva za žene
  - Rukomet na Olimpijskim igrama
  - Svjetski rukometni kup
- Europska razina :
  - Europska rukometna prvenstva za muškarce 

  - Europska rukometna prvenstva za žene
  - Juniori (kategorija "ispod 18"):
  - Europska rukometna prvenstva za kategoriju ispod 18 godina
- Afrička razina :
  - Afrička rukometna prvenstva za muškarce
  - Afrička rukometna prvenstva za žene

- Azijska razina :
  - Azijska rukometna prvenstva za muškarce
  - Azijska rukometna prvenstva za žene
- Oceanijska razina :
  - Oceanijska rukometna prvenstva

- Američka razina :
  - Panamerička rukometna prvenstva za muškarce
  - Panamerička rukometna prvenstva za žene
  - Rukomet na Panameričkim igrama
  - Ženski rukomet na Panameričkim igrama

## Natjecanja za klubove
- Liga prvaka u rukometu za muškarce
- Liga prvaka u rukometu za žene
- Kup pobjednika kupova u rukometu za muškarce
- Kup pobjednica kupova
- Kup EHF
- Kup EHF za žene
- Challenge kup
- SEHA liga

## Poveznice
- Dugave Kup (od 2017.), prvi kvartovski rukometni turnir[3]
- veliki rukomet
- rukomet na pijesku
- rukomet u kolicima
- Američki rukomet, Amerikanci standardni rukomet nazivaju team handball, a svoju inačicu samo handball
- povijest rukometa u Hrvatskoj
- IHF-ov igrač godine

## Vanjske poveznice
- Hrvatski rukometni savez
- Hrvatski rukometni portal